# Zdeněk Mácal
Zdeněk Mácal (Brno, 8. siječnja 1936.) češki je dirigent. 
Mácal je već s četiri godine počeo svirati violinu. Nakon završene osnovne škole, daljnje je glazbeno obrazovanje stekao na Brnskom konzervatoriju i na Janačekovoj akademiji glazbe i primijenjenih umjetnosti, gdje je s najvišim ocjenama diplomirao 1960. godine. Svoj prvi dirigentski angažman ostvario je kao dirigent Praškog simfonijskog orkestra, dirigirajući brojne koncerte i opere. Na Međunarodnom natjecanju dirigenata u francuskom gradu Besançonu 1965. osvojio je 1. nagrdu. Isti uspjeh ostvario je na Natjecanju "Dimitri Mitropoulos" u New Yorku 1966. godine. Nakon sovjetske invazije na Čehoslovačku i Praškog proljeća 1968. godine, odlazi iz rodne zemlje i 1970. postaje šef dirigent Kölnskog simfonijskog orkestra, a 1974. i Orkestra Radija Hannover.
U međuvremenu je 1972. godine nastupio sa simfonijskim orkestrom iz Chicaga, a bio je i voditelj Grant Park Music Festivala, koji se svake godine održava u Chicagu.
Tijekom umjetničke sezone 1985./86. bio je šef dirigent Simfonijskog orkestra u Sydneyu. Iako je orkestar trebao voditi tri godine, u lipnju 1986. napustio je zemlju bez dodatnih objašnjenja, nakon što je u ožujku 1986. zamolio skraćivanje do kraja sezone.
Nakon odlaska iz Australije, iste godine postaje šef dirigent simfonijskog orkestra u amerićkom Milwaukeu, Wisconsin. S tim je orkestrom 1989. godine organizirao turneju po Istočnoj obali SAD-a. Najznačajniji koncert tijekom turneje bio je onaj u Carnegie Hallu u New Yorku. Tijekom turneje popularizirao je čeških skladatelja i snimio popularnu snimku Smetanine skladbe Má vlast s diskografskom kućom Telarc International Corporation. Tijekom turneje, koncerte orkestra prenosilo je preko 300 radio postaja.
U rujnu 1993. postao je šef dirigent Simfonijskog orkestra New Jerseyja, i na toj poziciji ostao je do 2002. godine. Američka diskografska kuća Delos Productions snimio je Dvořákovu verziju marijanskog himna Stala plačuć' tužna mati 1994. godine. Iako je 2002. godine otišao s mjesta šefa dirigenta orkestra, članovi orkestra nagradili su ga titulom počasnog dirigenta Simfonijskog orkestra New Jerseyja.
2003. godine vraća se u rodnu Češku i nastanjuje u Pragu, gdje je do 2007. godine bio šef dirigent Češke filharmonije.

## Vanjske poveznice
- (engl.) Bruce Duffie, Intervju sa Zdeněkom Mácalom, 26. srpnja 1990.